# Billie Bird
Billie Bird Sellen (28 de febrero de 1908 - 27 de noviembre de 2002), fue una actriz y comediante estadounidense.

## Biografía
Nacida en Pocatello, Idaho, Bird fue descubierta a la edad de ocho años mientras vivía en un orfanato. De niña, trabajó en vodevil y más tarde en teatro/cabaret antes de pasar a la televisión y el cine.
Bird estuvo casada con Edwin Sellen hasta su muerte en 1966. Tuvieron tres hijos.
Murió el 27 de noviembre de 2002 en Granada Hills, California, a la edad de 94 años después de una larga batalla contra la enfermedad de Alzheimer. Está enterrada en el cementerio Forest Lawn Memorial Park en Glendale, California.

## Carrera profesional
Se le atribuye una aparición en una película de 1921 Grass Widowers, pero no está claro si esto es exacto. De lo contrario, irrumpió en el cine en 1950, y luego hizo una breve aparición sin acreditar en La extraña pareja como camarera. Su única frase fue "Buenas noches", que se la dijo a Félix Ungar, quien respondió: "Adiós". Bird a menudo fue elegida por el director John Hughes y apareció en muchas de sus películas de 1980 y 1990, como Sixteen Candles, Home Alone y Dennis the Menace, las dos últimas de las cuales la emparejaron con el veterano actor de Hughes, Bill Erwin, interpretando a su esposa. Ella también interpretó a la Lois Feldman en Academia de Policía 4. Su última aparición cinematográfica fue en 1995 en Jury Duty, con Pauly Shore.
Además de las películas, Bird hizo numerosas apariciones en varias series de televisión, incluidos papeles en Happy Days, Silver Spoons, Ironside, Eight Is Enough, The Facts of Life, Who's the Boss? y Knots Landing. También apareció habitualmente dentro del elenco de las comedias It Takes Two en 1982, Benson de 1984 a 1986 y en 1988 Dear John, protagonizada por Judd Hirsch. Su último papel actoral fue una breve aparición en 1997 en un episodio de la comedia George and Leo, protagonizada por Bob Newhart y el ex coprotagonista de Bird, Hirsch.

## Filmografía
| Año  | Título                               | Papel                          | Notas                                             |
| ---- | ------------------------------------ | ------------------------------ | ------------------------------------------------- |
| 1950 | Dallas                               | Profesora de escuela           | Sin acreditar                                     |
| 1951 | The Mating Season                    | Mugsy                          |                                                   |
| 1951 | The Lemon Drop Kid                   | Apostadora de hipódromo        | Sin acreditar                                     |
| 1951 | Darling, How Could You!              | Rosie                          |                                                   |
| 1951 | Rhubarb                              | Mona Lizzie                    | Sin acreditar                                     |
| 1951 | Journey into Light                   | Gertie                         |                                                   |
| 1952 | Anything Can Happen                  | Pasajera de autobús            | Sin acreditar                                     |
| 1952 | Just Across the Street               | Pearl                          |                                                   |
| 1952 | My Man and I                         | Camarera                       | Sin acreditar                                     |
| 1952 | Somebody Loves Me                    | Essie                          |                                                   |
| 1952 | My Wife's Best Friend                | Katie                          | Sin acreditar                                     |
| 1953 | Half a Hero                          | Ernestine                      |                                                   |
| 1954 | Woman's World                        | Mujer en el sótano de gangas   | Sin acreditar Título alternativo: A Woman's World |
| 1957 | The Joker Is Wild                    | Vendedora de entradas / cajera | Sin acreditar                                     |
| 1957 | Panama Sal                           | Mujer Gerente                  |                                                   |
| 1958 | Unwed Mother                         | Gertie                         |                                                   |
| 1959 | Born to Be Loved                     | La esposa del borracho         |                                                   |
| 1959 | Blue Denim                           | Mujer                          | Sin acreditar                                     |
| 1960 | Too Soon to Love                     | Mrs. Jefferson                 | Título alternativo: Teenage Lovers                |
| 1961 | The Cat Burglar                      | Mrs. Prattle                   |                                                   |
| 1961 | Secret of Deep Harbor                | Mama Miller                    |                                                   |
| 1966 | The Las Vegas Hillbillys             | Tía Clem                       |                                                   |
| 1966 | This Property Is Condemned           | Invitada a la fiesta           | Sin acreditar                                     |
| 1967 | Barefoot in the Park                 | Vecina borracha                | Sin acreditar                                     |
| 1968 | The Odd Couple                       | Camarera                       | Sin acreditar                                     |
| 1970 | Getting Straight                     | Señora                         |                                                   |
| 1972 | Stand Up and Be Counted              |                                | Sin acreditar                                     |
| 1982 | Young Doctors in Love                | Mrs. Greschler the Flower Lady |                                                   |
| 1983 | Max Dugan Returns                    | Mujer anciana                  |                                                   |
| 1984 | Sixteen Candles                      | Dorothy Baker (Abuela)         |                                                   |
| 1986 | One Crazy Summer                     | Abuela                         |                                                   |
| 1986 | Ratboy                               | Psíquica                       |                                                   |
| 1987 | Police Academy 4: Citizens on Patrol | Mrs. Lois Feldman              |                                                   |
| 1988 | Ernest Saves Christmas               | Mary Morrissey                 |                                                   |
| 1989 | That's Adequate                      | Anciana Lillian Darling        |                                                   |
| 1989 | Police Academy 6: City Under Siege   | Mrs. Stanwyck                  |                                                   |
| 1990 | The End of Innocence                 | Mrs. Yabledablov               |                                                   |
| 1990 | Home Alone                           | Irene (mujer en el aeropuerto) |                                                   |
| 1993 | Dennis the Menace                    | Edith Butterwell               |                                                   |
| 1995 | Jury Duty                            | Rose                           |                                                   |

| Año       | Título                      | Papel                                   | Notas                         |
| --------- | --------------------------- | --------------------------------------- | ----------------------------- |
| 1958      | Letter to Loretta           | Mrs. Shubb                              | 1 episodio                    |
| 1971      | Adam-12                     | Winnie Goodrich                         | 1 episodio                    |
| 1973      | Gunsmoke                    | Anciana                                 | 1 episodio                    |
| 1974      | Apple's Way                 | Lillian                                 | 1 episodio                    |
| 1976-1977 | Los Walton                  | Mrs. Cox Shirley                        | 2 episodios                   |
| 1982      | House Calls                 |                                         | 1 episodio                    |
| 1982-1983 | It Takes Two                | Mamá                                    | 22 episodios                  |
| 1983      | Buenas noches Beantown      |                                         | 1 episodio                    |
| 1984-1986 | Benson                      | Mrs. Rose Cassidy                       | Serie Regular: Temporada 7    |
| 1984      | Newhart                     | Ella                                    | 1 episodio                    |
| 1984      | Días felices                | Madre Kelp (Madre de Marion Cunningham) | 1 episodio                    |
| 1984      | Tres son multitud           | Tía Mae (Tía de Jack Tripper)           | 1 episodio                    |
| 1985      | Remington Steele            | Anna Dix                                | 1 episodio                    |
| 1986      | Hardcastle y McCormick      | Mimi LeGrand                            | 1 episodio                    |
| 1986–1987 | Hermanos                    | Tía Wilhelmina (Tía de Donald Maltby)   | 3 episodios                   |
| 1986–1987 | Cucharas de plata           | Mildred                                 | 2 episodios                   |
| 1987      | Espacio para la cabeza máx. | Florencia                               | 1 episodio                    |
| 1987      | Salud                       | Lillian Miller                          | 1 episodio                    |
| 1988–1992 | Querido John                | Margie Philbert                         | 90 episodios                  |
| 1988      | Cazador                     | Marie Watson                            | 1 episodio                    |
| 1992      | Murphy Brown                | Ruthie                                  | 1 episodio                    |
| 1993      | Los años maravillosos       | Mujer                                   | 2 episodios                   |
| 1997      | George y Leo                |                                         | 1 episodio, (aparición final) |